# Tefflus carinatus
Tefflus carinatus är en skalbaggsart som beskrevs av Johann Christoph Friedrich Klug 1853. Tefflus carinatus ingår i släktet Tefflus och familjen jordlöpare. Inga underarter finns listade i Catalogue of Life.